# Яснезьке сільське поселення
Ясне́зьке сільське поселення (рос. Яснэгское сельское поселение) — муніципальне утворення у складі Сиктивдинського району Республіки Комі, Росія. Адміністративний центр — селище Яснег.

## Населення
Населення — 815 осіб (2017, 1101 у 2010, 1492 у 2002, 2337 у 1989).

## Склад
До складу поселення входять такі населені пункти:
| Населений пункт   | Населення, осіб (1989) | Населення, осіб (2002) | Населення, осіб (2010) |
| ----------------- | ---------------------- | ---------------------- | ---------------------- |
| Кем'яр, селище    | 502                    | 292                    | 189                    |
| Мет-Устьє, селище | 41                     | 9                      | 4                      |
| Поїнга, селище    | 445                    | 203                    | 112                    |
| Яснег, селище     | 1349                   | 988                    | 796                    |